# Ил Ђардино (Ливорно)
Ил Ђардино је насеље у Италији у округу Ливорно, региону Тоскана.
Према процени из 2011. у насељу је живело 53 становника. Насеље се налази на надморској висини од 50 м.